# Pekin (Illinois)
Pekin és una població dels Estats Units a l'estat d'Illinois. Segons el cens del 2000 tenia 33.857 habitants.

## Demografia
Segons el cens del 2000, Pekin tenia 33.857 habitants, 13.380 habitatges, i 8.804 famílies. La densitat de població era de 994,1 habitants/km².
Dels 13.380 habitatges en un 31,1% hi vivien nens de menys de 18 anys, en un 50,7% hi vivien parelles casades, en un 11,4% dones solteres, i en un 34,2% no eren unitats familiars. En el 29,5% dels habitatges hi vivien persones soles el 13,2% de les quals corresponia a persones de 65 anys o més que vivien soles. El nombre mitjà de persones vivint en cada habitatge era de 2,37 i el nombre mitjà de persones que vivien en cada família era de 2,92.
Per edats la població es repartia de la següent manera: un 23,2% tenia menys de 18 anys, un 9,3% entre 18 i 24, un 30,4% entre 25 i 44, un 21,4% de 45 a 60 i un 15,7% 65 anys o més.
L'edat mediana era de 37 anys. Per cada 100 dones de 18 o més anys hi havia 94,8 homes.
La renda mediana per habitatge era de 37.972 $ i la renda mediana per família de 46.346 $. Els homes tenien una renda mediana de 35.906 $ mentre que les dones 21.705 $. La renda per capita de la població era de 19.616 $. Aproximadament el 6,8% de les famílies i el 9,4% de la població estaven per davall del llindar de pobresa.

## Poblacions properes
El següent diagrama mostra les poblacions més properes.